# Cyclopentanpenton
Cyclopentanpenton ist eine instabile chemische Verbindung aus der Gruppe der Oxokohlenstoffe. Sie wurde bisher nur in Spuren als Reinstoff synthetisiert.
Die Verbindung existiert nur als farbloses Tetrahydrat, wobei das Wasser nicht abgespalten werden kann, ohne dass sich die Verbindung zersetzt.

## Darstellung
Leuconsäure ist erhältlich aus Triquinoyl, dem Hydrat von Hexaketocyclohexan; mit einer Base kommt es zur Benzilsäureumlagerung. Danach erfolgt ein Ansäuern und Erwärmen und Oxidieren der Krokonsäure, dem Endiol von Tetraketohydroxycyclopentan.
Das Tetrahydrat der Verbindung wurde erstmals 1861 von Heinrich Will synthetisiert.